# Faton Toski
Faton Toski (nascido em 17 de fevereiro de 1987) é um ex -futebolista profissional que atuava como meio-campista. Nascido na Iugoslávia e criado na Alemanha, ele jogou pela seleção alemã sub-19 e pela seleção de base do Kosovo.

## Carreira no clube

### Início de carreira
Toski nasceu em Gjilan e sua família mudou-se para a Alemanha quando ele ainda era jovem. Ele começou sua carreira no TuS Makkabi Frankfurt e depois de um ano assinou um contrato juvenil com o Eintracht Frankfurt.

### Eintracht Frankfurt
Ele estreou na Bundesliga pelos Eagles em uma partida contra o Werder Bremen em 12 de maio de 2007. Ele marcou seu primeiro gol pelo clube em 8 de dezembro de 2007, no empate de 2 a 2 contra o Schalke 04.

### Bochum
Em 11 de junho de 2010, ele deixou Frankfurt após dezesseis anos e assinou pelo VfL Bochum.

### FSV Frankfurt
Em 21 de janeiro de 2014, Toski foi contratado pelo no FSV Frankfurt assinando até o final da temporada 2013-14, com opção de renovação. Ele fez sua estreia pelo Frankfurt em 7 de fevereiro de 2014, exatamente contra seu time anterior , o VfL Bochum, entrando como reserva no lugar de Nikita Rukavytsya aos 72 minutos da partida, que o Frankfurt venceu por 2–1. Durante a segunda parte da temporada, Toski foi utilizado brevemente, fazendo apenas seis partidas, apenas duas delas como titular.

### Laçi
Em 16 de agosto de 2016, Toski ingressou no Laçi, time da Superliga albanesa, como agente livre, assinando um contrato de dois anos. Devido à sua grande experiência, Toski foi nomeado capitão do time pelo técnico Marcello Troisi. Ele fez sua primeira aparição no Laçi em 7 de setembro, na semana de abertura da Superliga albanesa, contra o recém-promovido Korabi Peshkopi, que terminou com um empate sem gols. No dia 17 de outubro, Toski marcou o primeiro gol do Laçi no campeonato da temporada, na 7ª rodada, contra o Vllaznia Shkodër, depois de perceber a colocação errada do goleiro Jasmin Agović, e de um chute do meio-campo. Até o final da primeira parte da temporada, Toski disputou 11 partidas, incluindo uma pela copa, enquanto o Laçi lutava por resultados. Em 14 de janeiro do ano seguinte, deixou o clube para adquirir carreira na Malásia.

## Carreira internacional
Toski é ex-integrante da seleção sub-19 da Alemanha e disputou cinco partidas pela seleção, tendo marcado um gol. Ele declarou em 2010 à mídia albanesa que jogaria pelo Kosovo, mas se o reconhecimento internacional da seleção do Kosovo fosse problemático, ele aceitaria jogar pela Albânia. Ele disputou seu primeiro amistoso internacional pelo Kosovo em 5 de março de 2014, aparecendo como reserva no empate sem gols contra o Haiti.

## Estatísticas de carreira

### Clube
| Clube                  | Temporada         | Liga                  | Liga  | Liga | Copa  | Outros | Outros | Total | Total | Ref.                |
| Clube                  | Temporada         | Divisão               | Jogos | Gols | Jogos | Jogos  | Gols   | Jogos | Gols  | Ref.                |
| ---------------------- | ----------------- | --------------------- | ----- | ---- | ----- | ------ | ------ | ----- | ----- | ------------------- |
| Eintracht Frankfurt II | 2005–06           | Oberliga Hessen       | 1     | 0    | —     | —      | —      | 1     | 0     |                     |
| Eintracht Frankfurt II | 2006–07           | Oberliga Hessen       | 11    | 3    | —     | —      | —      | 11    | 3     | [carece de fontes?] |
| Eintracht Frankfurt II | 2007–08           | Oberliga Hessen       | 12    | 2    | —     | —      | —      | 12    | 2     | [carece de fontes?] |
| Eintracht Frankfurt II | 2009–10           | Regionalliga Süd      | 17    | 4    | —     | —      | —      | 17    | 4     | [carece de fontes?] |
| Eintracht Frankfurt II | Total             | Total                 | 41    | 5    | 0     | 0      | 0      | 41    | 5     | –                   |
| Eintracht Frankfurt    | 2006–07           | Bundesliga            | 2     | 0    | 0     | —      | —      | 2     | 0     | [carece de fontes?] |
| Eintracht Frankfurt    | 2007–08           | Bundesliga            | 12    | 2    | 0     | —      | —      | 13    | 2     | [carece de fontes?] |
| Eintracht Frankfurt    | 2008–09           | Bundesliga            | 13    | 1    | 1     | —      | —      | 13    | 1     | [carece de fontes?] |
| Eintracht Frankfurt    | 2009–10           | Bundesliga            | 0     | 0    | 0     | —      | —      | 0     | 0     | [carece de fontes?] |
| Eintracht Frankfurt    | Total             | Total                 | 27    | 3    | 1     | 0      | 0      | 28    | 3     | –                   |
| VfL Bochum             | 2010–11           | 2. Bundesliga         | 17    | 0    | 1     | 2      | 0      | 20    | 0     | [carece de fontes?] |
| VfL Bochum             | 2011–12           | 2. Bundesliga         | 15    | 2    | 2     | —      | —      | 17    | 2     | [carece de fontes?] |
| VfL Bochum             | 2012–13           | 2. Bundesliga         | 9     | 1    | 0     | —      | —      | 9     | 1     | [carece de fontes?] |
| VfL Bochum             | Total             | Total                 | 41    | 3    | 3     | 2      | 0      | 46    | 3     | –                   |
| VfL Bochum II          | 2012–13           | Regionalliga West     | 2     | 0    | —     | —      | —      | 2     | 0     | [carece de fontes?] |
| FSV Frankfurt          | 2013–14           | 2. Bundesliga         | 6     | 0    | 0     | —      | —      | 6     | 0     | [carece de fontes?] |
| FSV Frankfurt          | 2014–15           | 2. Bundesliga         | 11    | 1    | 0     | —      | —      | 11    | 1     | [carece de fontes?] |
| FSV Frankfurt          | Total             | Total                 | 17    | 1    | 0     | 0      | 0      | 17    | 1     | –                   |
| Laçi                   | 2016–17           | Albanian Superliga    | 10    | 1    | 1     | —      | —      | 11    | 1     | [ 17 ]              |
| Perak FA               | 2017              | Malaysia Super League | 10    | 1    | 2     | —      | —      | 12    | 3     | [ 17 ]              |
| Total da Carreira      | Total da Carreira | Total da Carreira     | 148   | 14   | 7     | 2      | 0      | 159   | 16    | –                   |

### Internacional
| time nacional | Ano   | Jogos | Gols |
| ------------- | ----- | ----- | ---- |
| Kosovo        | 2014  | 3     | 0    |
| Total         | Total | 3     | 0    |